# Symphonie no 2 de Martucci
Pour les articles homonymes, voir Symphonie no 2.
La symphonie en fa majeur op. 81, écrite en 1904 est la seconde des deux symphonies écrites par Giuseppe Martucci.
Elle a été créée le 11 décembre 1904 sous la direction du compositeur à Milan et publiée en 1906 par Ricordi. Arturo Toscanini l'a interprétée et enregistrée plusieurs fois avec différents orchestres.

## Structure
Elle comporte quatre mouvements et son exécution demande environ quarante-cinq minutes. 
1. Allegro moderato
2. Scherzo
3. Adagio
4. Allegro

La composition est une œuvre de maturité, dans laquelle Martucci utilise au mieux la vivacité de son inspiration avec une  claire influence de Brahms et de Schumann - en particulier dans l'Allegro moderato et dans l'Allegro final.
Durée : environ 45 minutes.

## Orchestration
Elle est écrite pour orchestre symphonique.
| Instrumentation de la 2e symphonie de Martucci                       |
| Cordes                                                               |
| premiers violons, seconds violons, altos, violoncelles, contrebasses |
| Bois                                                                 |
| 2 flûtes, 2 hautbois, 2 clarinettes, 2 bassons, contrebasson         |
| Cuivres                                                              |
| 4 cors, 2 trompettes, 3 trombones                                    |
| Percussions                                                          |
| timbales                                                             |